# Oggetto celeste

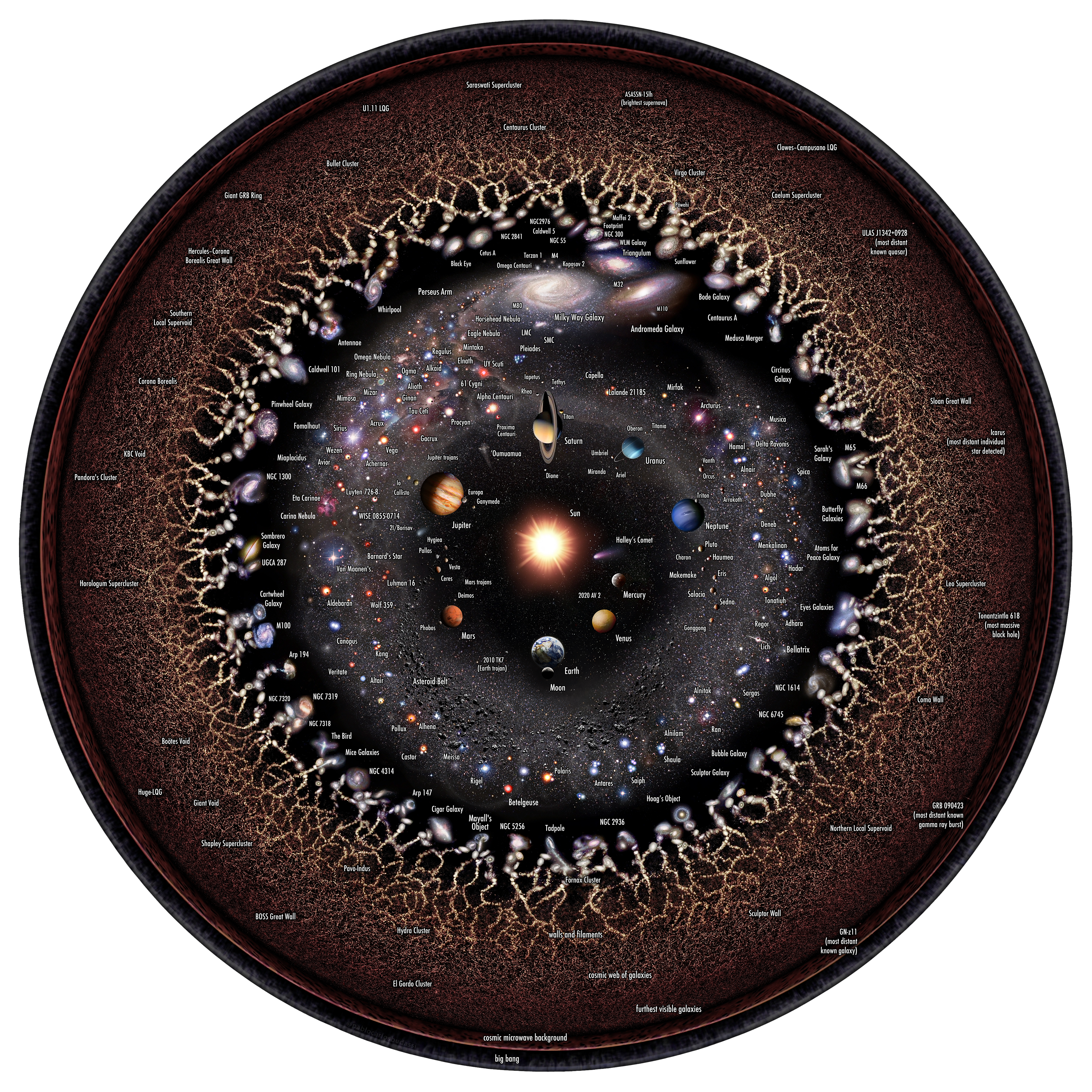
Universo osservabile illustrazione logaritmica. I principali oggetti celesti osservati dall'astronomia sono etichettati.

Un oggetto celeste (dal latino caelum: cielo) o oggetto astronomico è un'entità fisica naturale, un'associazione o una struttura la cui esistenza nell'universo osservabile è stata appurata scientificamente.
A volte per lo stesso concetto si utilizza anche la dizione "corpo celeste", anche se in genere si preferisce il termine "corpo" quando ci si riferisce a una struttura unitaria e coesiva tenuta insieme dalla forza di gravità (o talvolta dalla forza elettromagnetica) come nel caso di asteroidi, satelliti naturali, pianeti e stelle.
Gli oggetti celesti sono strutture legate gravitazionalmente che sono associate a una posizione nello spazio, ma possono consistere di singoli oggetti o corpi. Questi oggetti vanno da singoli pianeti ad ammassi stellari, nebulose o intere galassie. Le galassie a loro volta sono ordinate in una struttura gerarchica dell'universo, che include ammassi e superammassi di galassie ulteriormente organizzati in grandi filamenti, le strutture più estese attualmente note.
Una cometa può essere descritta come un corpo celeste se ci si riferisce solo al suo nucleo ghiacciato e alle polveri, mentre è preferibile la definizione di "oggetto" quando la si considera nel suo insieme, includendo il nucleo, la chioma e la coda. Alcuni oggetti celesti, come Temi e Neith, sono considerati, alla luce di più recenti scoperte, completamente inesistenti. In altri casi, come per Plutone e Cerere, è stata stabilita una classificazione diversa da quella adottata precedentemente.

## Classificazione degli oggetti celesti
Segue una classificazione schematica delle principali categorie di oggetti celesti note. Vengono inoltre riportati i principali corpi del sistema solare.
| Sistema solare | Oggetti Extrasolari | Oggetti Extrasolari | Oggetti Extrasolari |
| Sistema solare | Oggetti semplici | Oggetti composti | Oggetti estesi |
| --- | --- | --- | --- |
| - Sole - Pianeti - Mercurio - Venere - Terra - Luna - Marte - Fobos - Deimos - Giove - Satelliti - Saturno - Satelliti - Urano - Satelliti - Nettuno - Satelliti - Pianeti nani - Plutone - Satelliti - Eris - Disnomia - Cerere - Makemake - Haumea - Asteroidi - Vulcanoidi - Atira - Asteroidi near-Earth - Arjuna - Aten - Apollo - Amor - Mars-crosser - Fascia principale - Hungaria - Focea - Nysa - Alinda - Hilda - Pallas - Maria - Koronis - Eos - Themis - Griqua - Cybeles - Thule - Asteroidi Troiani - Asteroidi troiani di Marte - Asteroidi troiani di Giove - Asteroidi troiani di Nettuno - Damocloidi - Centauri - Oggetti transnettuniani - Fascia di Kuiper - Cubewani - Plutini - Twotino - Oggetti del disco diffuso - Sedna - Comete - Comete Periodiche - Comete non periodiche - Comete perdute - Nube di Oort - Meteoroidi - Meteore - Sciame meteorico | - Esopianeti - Pianeti gioviani caldi - Pianeta ctonio - Giovi eccentrici - Pianeti di transito - Pianeti delle pulsar - Pianeti interstellari - Pianeti nettuniani caldi / Super-Terre - Pianeti ipotetici: - Pianeta di carbonio - Pianeta oceanico - Pianeta troiano - Nane brune - Nana al Litio - Nana al Metano - Sub-nana bruna - stelle di diversi tipi spettrali - Stelle Blu - Stelle Bianco-Blu - Stelle Bianche - Stelle Giallo-Bianche - Stelle Gialle - Stelle Arancioni - Stelle Rosse - Stelle peculiari - Stelle al carbonio - Stelle di tipo C - Stelle di tipo S - Stella Conchiglia - Stella di Wolf-Rayet - Stella peculiare di tipo A - Stella metallica di tipo A - Stelle al Bario - Stelle P Cygni - Stelle vagabonde blu - Stelle di diversa luminosità - Stelle subnane - Stelle nane (Sequenza principale) - Stelle subgiganti - Stelle giganti - Stelle supergiganti - Stelle ipergiganti - Stelle di diverse Popolazioni stellari - Stelle di Popolazione III - Stelle di Popolazione II - Stelle di alone - Stelle del disco spesso - Stelle di Popolazione I - Stelle per stadio evolutivo - protostelle - Oggetti stellari giovani - Stelle nella sequenza principale - Giganti rosse - Supergiganti rosse - Supergigante blu - Stelle di Wolf-Rayet - Nane bianche - Stelle di neutroni - Stelle variabili - Variabili intrinseche - Variabili pulsanti - Variabili Cefeidi - Variabili W Verginis - Variabili Delta Scuti - Variabili RR Lyrae - Variabili Mira - Variabili semiregolari - Variabili irregolari - Variabili Beta Cephei - Variabili Alfa Cygni - Variabili RV Tauri - Variabili eruttive - Stelle a brillamento - Variabili T Tauri - Variabili FU Orionis - Variabili R Coronae Borealis - Variabili luminose blu - Variabili cataclismiche - Variabili simbiotiche - Nove nane - Novae - Supernovae - Supernovae di tipo Ia - Supernovae di tipo Ib e Ic - Supernovae di tipo II - Ipotetiche - Ipernova - Variabili estrinseche - Variabili rotanti - Stelle Alpha2 CVn - Variabili rotanti ellissoidali - Binarie ad eclisse - Variabili Algol - Variabili Beta Lyrae - Variabili W Ursae Majoris - Stelle compatte - Nane bianche - Nana brune - Stelle di neutroni - Magnetar - Pulsar - Ipotetiche - Stelle di preoni - Stelle strane - Buchi neri - Di massa intermedia - Buchi neri supermassicci - Gamma ray burst | - Sistemi planetari - Stelle multiple - Stelle binarie - Binarie ottiche - Binarie visuali - Binarie astrometriche - Binarie spettroscopiche - Binarie ad eclisse - Binarie vicine - Binarie in allontanamento - Binarie in semi allontanamento - Binarie a contatto - Binarie non risolte - Binarie a raggi x - X-ray burster - Stelle triple - Gruppi stellari - Ammassi stellari - Associazione stellare - Ammassi aperti - Ammassi globulari - Costellazioni - Asterismi - Componenti delle Galassie - Bulge - Barre galattiche - Anelli galattici - Bracci di spirale - Dischi galattici - Aloni galattici - Corone galattiche - Galassie - Galassie di diversa morfologia galattica - Galassie spirali - Galassie spirali barrate - Galassie lenticolari - Galassie ellittiche - Galassie ad anello - Galassie irregolari - Galassie di diverse dimensioni - Galassie ellittiche giganti - Galassie nane - Galassie nane compatte - Galassie attive - Quasar - Blazar - Radiogalassie - Galassie di Seyfert - Galassie starburst - Galassie oscure - Gruppi e ammassi di galassie - Ammasso di galassie - Superammasso di galassie - Filamento / Vuoti | - Materia circumstellare - Disco circumstellare - Mezzo interplanetario - Disco protoplanetario - Mezzo interstellare - Nebulose - Nebulose planetarie - Resti di supernova - Plerioni - Nebulose brillanti o diffuse - Nebulose a emissione - Nebulose a riflessione - Regioni H II - Nebulose oscure - Nubi molecolari - Globuli di Bok - Regioni H I - Mezzo intergalattico - Radiazione cosmica di fondo - Materia oscura - MACHO - WIMP |